# Halina Tarasiuk
Halina Tarasiuk (ur. 1972) – polska inżynier, doktor habilitowany nauk technicznych. Specjalizuje się w wielousługowych sieciach IP z jakością obsługi (IP QoS), sieciach nowej generacji 5G i jej rozszerzeniach w kierunku sieci 6G, w tym w technikach SDN (ang. Software Defined Networking) i wirtualizacji. Adiunkt Wydziału Elektroniki i Technik Informacyjnych Politechniki Warszawskiej.

## Życiorys
Absolwentka informatyki w Politechnice Szczecińskiej (1996). Stopień doktora w dyscyplinie telekomunikacja uzyskała w 2004 r. (z wyróżnieniem) na podstawie pracy zatytułowanej Metody różnicowania jakości obsługi w sieciach z komutacją pakietów przygotowanej pod kierunkiem prof. Wojciecha Burakowskiego. Habilitowała się w 2016 r. na podstawie dorobku naukowego i zbioru publikacji pt.: Metody sterowania ruchem i architektury dla sieci z gwarancją jakości przekazu. Zarówno stopień doktora, jak i habilitację uzyskała na Politechnice Warszawskiej. Od 1999 do 2003 prowadziła współpracę z Centrum Badawczo-Rozwojowym Telekomunikacji Polskiej.
W swojej działalności naukowej skupiła się na architekturach sieci następnej i nowej generacji, zagadnieniach inżynierii ruchu oraz gwarancji jakości przekazu w sieci (ang, quality of service), zastosowaniu teorii kolejek, mechanizmach szeregowania pakietów i algorytmach przyjmowania nowych wywołań. Brała udział w szeregu projektów międzynarodowych i krajowych, takich jak projekty COST, projekty programów ramowych UE, krajowe projekty badawcze i infrastrukturalne, a także we współpracy z przemysłem. Współorganizowała kilka międzynarodowych konferencji naukowych. Swoje prace publikowała w czasopismach takich jak "IEEE Communications Magazine", „Elsevier Computer Communications”, „Annals of Telecommunications", czy „European transactions on telecommunications”.